# Fiji Sun

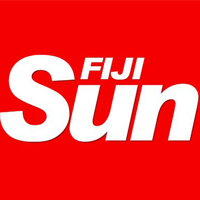
Logo du Fiji Sun.

Le Fiji Sun est un quotidien publié aux Fidji depuis septembre 1999 et appartient à Sun (Fiji) News Limited. Une édition internet est également publiée.
Son site Web affirme que le journal appartient entièrement à des ressortissants fidjiens et qu'il emploie au total 92 personnes, ainsi qu'une quarantaine de sous-traitants.
En mars 2008, l'éditeur du journal, l'Australien Russell Hunter, a été expulsé sur ordre du ministre de la Défense par intérim, Ratu Epeli Ganilau, qui a affirmé que M. Hunter constituait une menace pour la " sécurité nationale ". Les opposants au gouvernement soutenu par les militaires, qui ont pris le pouvoir lors d'un coup d'État en 2006, affirment que cette mesure était une tentative flagrante d'intimidation des médias.